# Cobbionema cylindrilaimoides
Cobbionema cylindrilaimoides is een rondwormensoort uit de familie van de Selachinematidae. De wetenschappelijke naam van de soort is voor het eerst geldig gepubliceerd in 1950 door Schuurmans Stekhoven.